# Distretto di Mahdalynivka
Il distretto di Mahdalynivka (in ucraino Магдалинівський район?) era un distretto dell'Ucraina, situato nell'oblast' di Dnipropetrovs'k. Il suo capoluogo era Mahdalynivka. È stato soppresso con la riforma amministrativa del 2020.